# Heinkel P.1078
L'Heinkel P.1078 era un progetto tedesco, della società Heinkel per una serie di diversi aerei da caccia, su una gara d'appalto dell'Oberkommando der Luftwaffe (OKL) nel 1944, con motore Heinkel HeS 011, equipaggiato con due cannoni MK 108 calibro 30 mm, e una velocità massima consentita di 1000 km/h.

## Versioni
La Heinkel produsse tre differenti progetti del P.1078 per il programma d'emergenza per caccia del 1944.

### Heinkel P.1078A
Lo Heinkel He P.1078A era un caccia monoposto armato con due cannoni MK 108 da 30 mm nel muso. L'ala a gabbiano rovesciato era inclinata di 40 gradi, e la propulsione era fornita da un motore a getto HeS 011 piazzato tra la cabina e lo scarico del motore.

### Heinkel P.1078B
La versione B era il secondo dei progetti del P.1078. Si trattava di un caccia monoposto privo di coda, con un'insolita cabina di guida posizionata in una gondola sul lato sinistro, mentre in un'altra gondola erano posizionati due cannoni MK 108 da 30 millimetri; il radar era situato sul lato di dritta. Una presa d'aria alimentava il singolo HeS 011 che era situato centralmente tra le due gondole. Come il P.1078A, le ali di gabbiano sono state messe a 40 gradi.

### Heinkel P.1078C
Questo progetto è stato presentato per lo Jägernotprogram (Programma di Caccia d'Emergenza) alla fine del 1944. Il caccia bigetto Messerschmitt Me 262 stava cominciando ad entrare in combattimento, ma si richiedeva una seconda generazione di caccia che potesse sfruttare le caratteristiche del progettato turbogetto He S 011. Le specifiche vennero dettate dall'OKL (Alto commando della Luftwaffe), e la Heinkel presentò il suo progetto di caccia He P.1078C sia come sviluppo che come contratto di produzione.
Lo Heinkel He P.1078C aveva una corta e tozza fusoliera (tutta in metallo), contenente un singolo motore He S 011. Questo motore avrebbe avuto una presa d'aria squadrata sul muso, che avrebbe convogliato poi l'aria al motore attraverso un condotto appiattito. Le ali erano costruite in legno (per risparmiare peso e risorse) e contenevano l'intero serbatoio di carburante da 1 450 litri (383 galloni) ma prive di protezione. Caratterizzate da un grande diedro, le ali del P.1078C erano rivolte all'indietro di 40 gradi e con le punte rivolte verso il basso. Questa disposizione delle punte dell'ala era stata scelta ritenendo che avrebbe avuto una minore influenza sul numero critico di Mach e avrebbe permesso un miglior smorzamento del rollio rispetto alle pinne verticali. Il carrello d'atterraggio principale si ritraeva all'interno della fusoliera, mentre il carrello sul muso si ritraeva all'indietro dopo una rotazione di 90 gradi in modo da posizionarsi in modo piatto al di sotto del condotto dell'aria. Un singolo motore Heinkel Hirth He S 011 turbojet sarebbe stato montato nella fusoliera posteriore, e avrebbe fornito 1300 kg (2866 lbs) di spinta. Gli armamenti pianificati all'epoca erano due cannoni MK 108 30 mm con 100 colpi ciascuno, piazzati su ogni lato della fusoliera sotto la cabina.
Dopo che tutti i progetti per lo Jägernotprogram (Programma di Caccia d'Emergenza) erano stati presentati, qualche critica è stata fatta allo Heinkel He P.1078C; soprattutto venne espressa preoccupazione circa i serbatoi di carburante non protetti dentro alle ali e la forma corta della fusoliera, che venne ritenuta poco adatta per l'alta velocità. Dubbi furono espressi anche relativamente alla forma dell'ala. La Heinkel bloccò tutti i lavori sul P.1078C dopo la riunione del 27-28 febbraio del 1945. La decisione venne presa per concentrarsi maggiormente sui progetti dei Focke-Wulf Ta 183, Junkers EF 128, Messerschmitt P.1101 e Blohm & Voss P.212.